# Kleinstadt

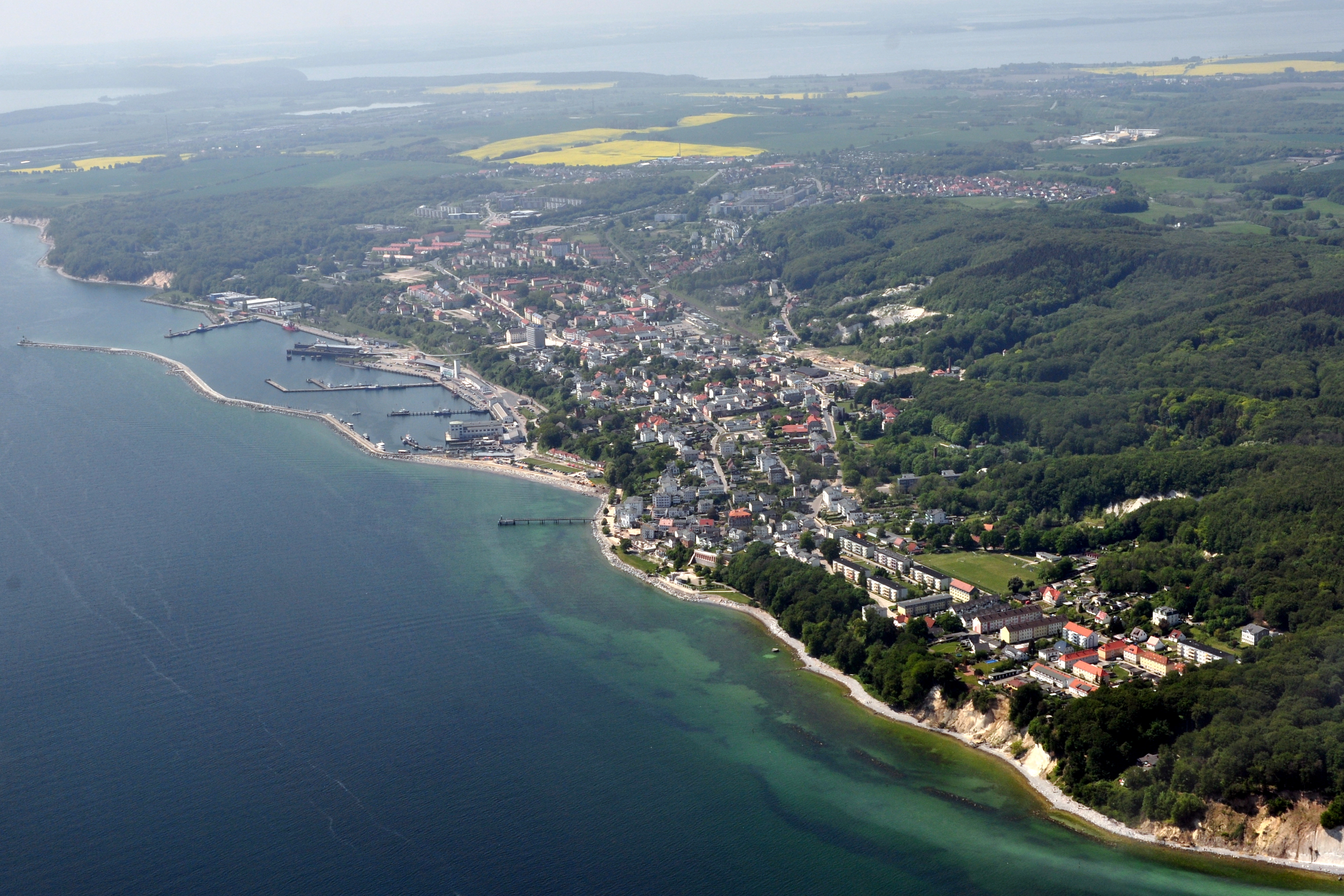
Sassnitz mit Hafen, Kleinstadt auf der Insel Rügen mit rund 9200 Einwohnern

Kleinstadt ist in Deutschland ein Ausdruck für die Klassifikation einer Stadt nach Einwohnerzahl – laut Definition von 1887 mindestens 5.000 und unter 20.000 – und Funktion; regional aber auch mit anderer Definition.

## Definitionen
Kleinstädte sind nach einer Begriffsbestimmung der deutschen Reichsstatistik von 1871 und der Internationalen Statistikkonferenz von 1887 alle Städte mit einer Einwohnerzahl von 5.000 bis 19.999 – Städte mit weniger als 5.000 Einwohnern sind dann Landstädte, größere Stufen sind die Mittelstadt mit 20.000 bis 100.000 Einwohnern und die Großstadt ab 100.000 Einwohnern.
Die Definition „Kleinstadt“ anhand statistischer Merkmale ist eine feste, quantitative Größe für ihre Kategorisierung, jedoch nicht das einzige prägende Merkmal. Ebenso wichtig für die Charakterisierung sind Bevölkerungsdichte oder die geografische Lage (periphere oder suburbane Areale), gesellschaftliche und kulturelle Bedeutung, Zentralort-Funktion und anderes. Aus diesen Faktoren ergibt sich auch eine ganz spezifische Organisation des gesellschaftlichen Zusammenlebens.

## Wirtschaftsstruktur
Kleinstädte sind in der Regel wirtschaftlich spezialisiert, z. B. als Agrar-, Industrie-, Tourismus- oder Gewerbekleinstadt. Das ist zum einen im Zusammenhang mit der Größe der Kleinstadt und zum anderen mit ihrer wirtschaftshistorischen Tradition zu sehen.

## Sozialstruktur
Von der Sozialstruktur her ist die Kleinstadt durch eine Form partieller, auch gruppenspezifischer, sozialer Kontakte geprägt. Dies ermöglicht im Gegensatz zu den Kernstädten innerhalb großer Agglomerationen einen überschaubaren Wahrnehmungsraum. Gleichzeitig dient die soziale Kontrolle auch als Instrument der Eingliederung des Einzelnen in eine territoriale Gruppe.
Bezüglich ihrer Arbeitsmarktfunktion sind Kleinstädte als Teil der Gruppe „Zentrale Orte“ als eine zentrierte Arbeitsmarktregion erkennbar, die Arbeitsplätze insbesondere für die Bevölkerung aus dem ländlichen Raum bereithält, wobei regionale Hierarchien dominieren. Das Arbeitsplatzspektrum liegt zwar über demjenigen von Agglomerationen und ländlichen Räumen, bietet jedoch nur bescheidene Karrieremöglichkeiten. Gleichzeitig kennzeichnet die Kleinstadt in einigen Regionen eine geringe Erwerbsquote weiblicher Bevölkerungsteile, die allerdings abhängig ist von biographischen Einschnitten.